# Мартин Кийми
Мартин Кристофър Кийми (на английски: Martin Christopher Keamy) е герой, появяващ се в четвърти и шести сезон на американския сериал „Изгубени“ на телевизия ABC. Ролята се изпълнява от Кевин Дюранд. Кийми е представен в пети епизод от четвърти сезон като член на екипа на кораба „Кахана“, който се намира в близост до острова. Във втората половина на сезона е главен антагонист. Той е водачът на екипа, нает от Чарлс Уидмор (Алън Дейл) и изпратен на острова на мисия да залови врага на Уидмор, Бен Лайнъс (Майкъл Емерсън), от неговия дом и след това да опожари острова. В българския дублаж Кийми се озвучава от Васил Бинев, а в шести сезон на AXN от Стоян Алексиев в шести епизод и Мирослав Цветанов в десети.